# EasyGo

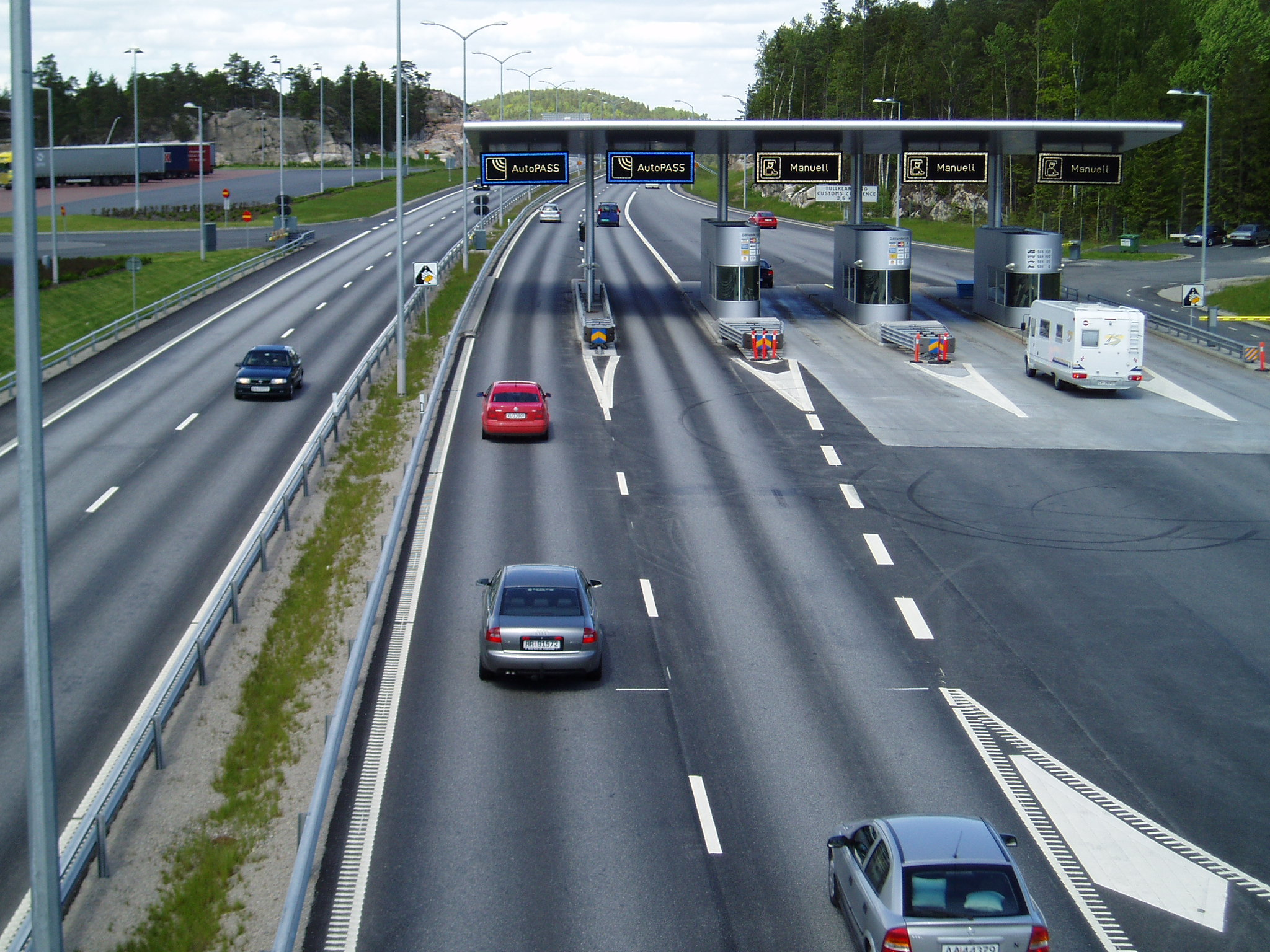
Mautstation am Svinesund (AutoPASS in blauen Fahrstreifen)

EasyGo ist ein Gemeinschaftsunternehmen (joint venture) zwischen Norwegen, Schweden, Dänemark und Österreich, der beim Passieren von mautpflichtigen Straßen, Fähren und Brücken die Nutzung von nur einem elektronischen Mauttransponder in allen vier Ländern ermöglicht. Zweck von EasyGo ist es, mit einem Fahrzeuggerät die schnelle und einfache Durchfahrt an sämtlichen Mautstellen zu sichern, auf dem Weg durch Nordeuropa und Österreich.
EasyGo basiert auf Dedicated Short Range Communication (DSRC), einer Mikrowellentechnik im 5,8-GHz-Bereich. Es gibt große Unterschiede zwischen den Betreibern. Die Mautstationen haben ein unterschiedliches Design und es gibt keine gemeinsame EasyGo-Beschilderung, obwohl es einige gemeinsame Merkmale gibt.

## Geschichte

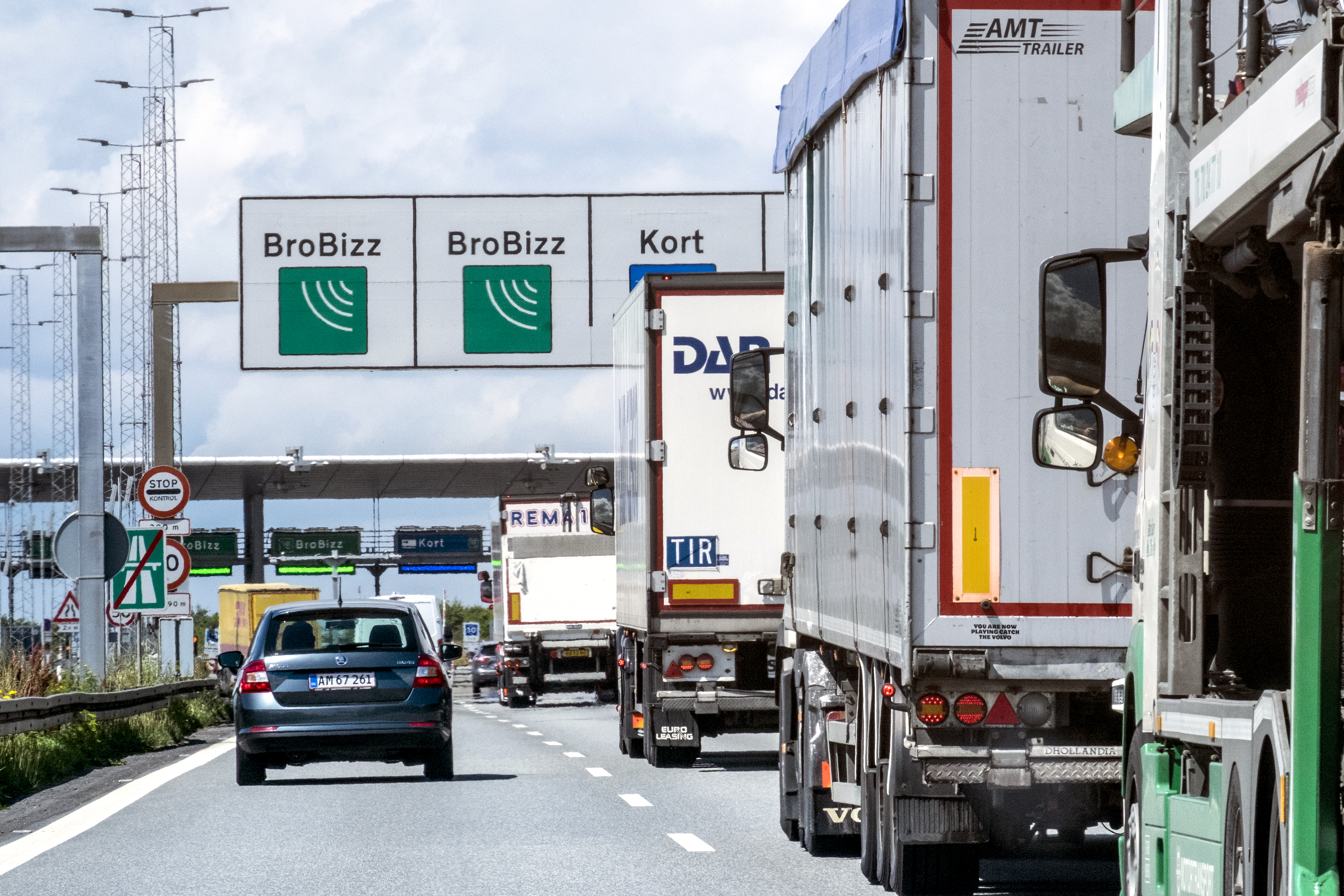
Mautstation der Großer-Belt-Brücke (BroBizz in grünen Fahrstreifen)

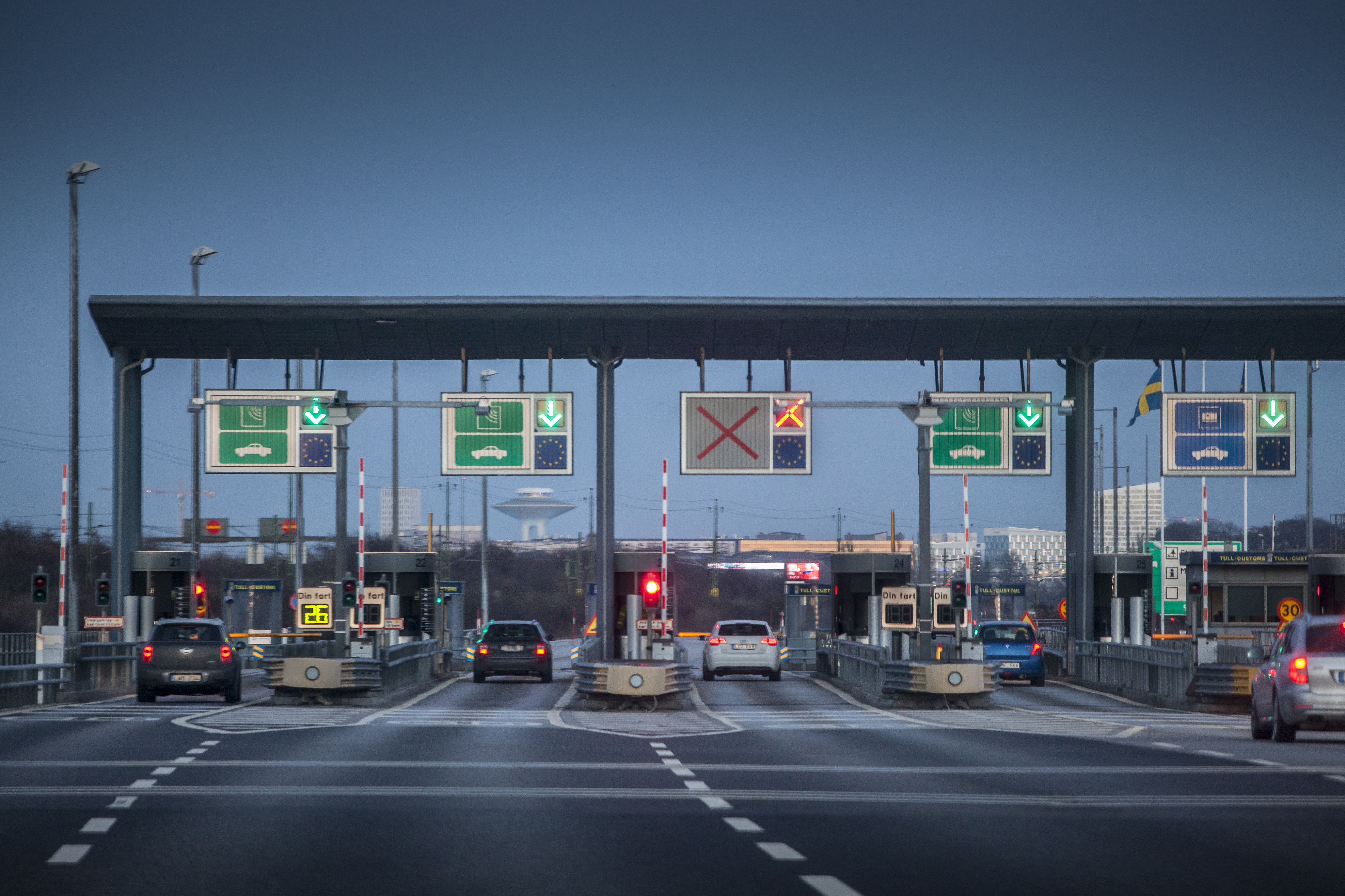
Mautstation der Öresundbrücke (BroBizz in grünen Fahrstreifen)

EasyGo war der erste kommerzielle grenzüberschreitende Mautdienst in Europa. Erste Gespräche zur Entwicklungsarbeit begannen 2004, als die Svinesundbrücke zwischen Norwegen und Schweden gebaut wurde. Die norwegische Behörde Statens vegvesen und die schwedische Behörde Transportstyrelsen haben gemeinsam mit dem Betreiber der Großer-Belt-Brücke Sund & Bælt und dem Betreiber der Öresundbrücke Øresundsbro Konsortiet (einem dänisch-schwedischen Gemeinschaftsunternehmen) EasyGo im Jahr 2007 gegründet.
Die österreichische ASFINAG ist der Partnerschaft 2009 beigetreten.
Alle bestehenden Systeme, die vor 2007 in den nordischen Ländern implementiert wurden (AutoPASS und BroBizz), sind enthalten, es war keine Überarbeitung der Gesetze in den Ländern erforderlich. EasyGo-Länder haben vier verschiedene Währungen und unterschiedliche Mehrwertsteuersätze.

## EasyGo Basic
Der EasyGo-Basic-Service ist für alle Kraftfahrzeuge möglich, welche nur in Skandinavien unterwegs sind oder ein höchstzulässiges Gesamtgewicht von 3,5 Tonnen haben.

## EasyGo+
EasyGo+ ist ein grenzüberschreitender Mautdienst, welcher Fahrzeugführenden von Kraftfahrzeugen mit mehr als 3,5 Tonnen zulässigem Gesamtgewicht die Bezahlung der Maut mit einem Fahrzeuggerät (On-Board-Unit, OBU) in allen vier Ländern – Österreich, Dänemark, Schweden und Norwegen – ermöglicht.

## Serviceanbieter
Es gibt mehrere Serviceanbieter, die den EasyGo-Service anbieten. Jedoch bieten einige Serviceanbieter Fahrzeuggeräte nur für einen der beiden Dienste an. Damit ein Serviceanbieter eine OBE für ein Mautgebiet ausstellen kann, muss ein Abkommen zwischen dem Anbieter und dem Mautgebiet/Mauterheber vorhanden sein.